# Olga de Grèce (1971)
Pour les articles homonymes, voir Olga de Grèce.
Titre
Épouse du prétendant au trône d'Italie
Depuis le 1er juin 2021
(3 ans, 9 mois et 13 jours)
Olga de Grèce (en grec moderne : Όλγα της Ελλάδας / Ólga tis Elládas et en italien : Olga di Grecia), par son mariage duchesse des Pouilles puis duchesse d'Aoste, est née le 17 novembre 1971 à Athènes, en Grèce. Fille du prince Michel de Grèce, elle est l'épouse du prince Aimon de Savoie-Aoste, l'un des deux prétendants au trône d'Italie.

## Famille
La princesse Olga est la deuxième fille de Michel de Grèce (1939-2024), prince de Grèce et de Danemark, et de son épouse l'artiste grecque Marína Karélla (1940). Par son père, elle est la petite-fille du prince Christophe de Grèce (1889-1940) et de son épouse la princesse Françoise d'Orléans (1902-1953) tandis que, par sa mère, elle descend de l'industriel Theodoros Karella et de son épouse Elli Khalikiopoulou.
Le 16 septembre 2008, Olga épouse civilement, à Moscou, en Russie, le prince Aimon de Savoie-Aoste (1967), fils du prince Amédée de Savoie-Aoste (1943-2021), prétendant au trône d'Italie, et de sa première épouse la princesse Claude d'Orléans (1943). Une cérémonie religieuse, réalisée dans le rite orthodoxe, est ensuite célébrée à Patmos, en Grèce, le 27 septembre 2008.
Du mariage d'Olga et d'Aimone naissent trois enfants :
- Umberto de Savoie-Aoste (né à Paris le 7 mars 2009[1],[2]), prince de Piémont, titre aussi revendiqué par Emmanuel-Philibert de Savoie[3]. Le prétendant Victor-Emmanuel de Savoie lui reconnaît seulement la qualité de prince du sang[4] ;
- Amedeo Michele de Savoie-Aoste (né à Paris, le 24 mai 2011), duc des Abruzzes[5] ;
- Isabella Vita Marina de Savoie-Aoste (née à Paris le 14 décembre 2012) princesse de Savoie.

## Biographie
Michel de Grèce ayant renoncé à ses droits à la couronne de Grèce pour pouvoir épouser la roturière Marína Karélla en 1965, Olga et sa sœur Alexandra ne reçoivent aucun titre à leur naissance. Cependant, en grandissant, les deux jeunes filles font publiquement usage du titre de princesse de Grèce, sans que le roi Constantin II ou d'autres membres de la dynastie semblent s'en offusquer.
Née à Athènes pendant la Dictature des colonels, Olga quitte la Grèce avec sa famille un an après sa venue au monde, en 1972. Le petit groupe s'installe alors durant quelques années à Paris avant de partir vivre à New York. Inscrite à l'université de Princeton, Olga y suit une licence d'histoire avant d'effectuer une formation en architecture à l'université Columbia. Quelques années plus tard, en 2004, elle part au Panama pour y étudier les lépidoptères en collaboration avec la Smithsonian Institution,. De retour en Europe, elle travaille comme réalisatrice et effectue ainsi un court métrage publicitaire avec Elisa Sednaoui pour Reverso en 2016,.
En 2005, Olga de Grèce annonce ses fiançailles avec le prince Aimon de Savoie-Aoste, duc des Pouilles, mais l'union des deux jeunes gens est repoussée durant plusieurs années. Leur mariage est finalement célébré à Patmos en 2008, ce qui donne lieu à d'importantes festivités, auxquelles assistent nombre de personnalités du gotha, parmi lesquelles la reine Sophie d'Espagne,,. Le beau-père d'Olga, Amédée de Savoie-Aoste, revendiquant le trône d'Italie (en concurrence avec son cousin Victor-Emmanuel de Savoie),, celle-ci devient ainsi princesse héritière pour une partie des monarchistes italiens.
Le 7 juin 2021, la mort de son beau-père fait d'Olga la nouvelle duchesse d'Aoste.

### Collaboration scientifique à laquelle a participé Olga
- (es) Annette Aiello, Vicente Rodríguez Gracia, Vitor Osmar Becker et Olga of Greece, « Mariposas (Lepidoptera) de Bahía Honda e Isla Canales de Tierra (Veraguas, Panamá) », dans Santiago Castroviejo et Alicia Ibáñez, Estudios sobre la biodiversidad de la región de Bahía Honda (Veraguas, Panamá), Madrid, Consejo Superior de Investigaciones Científicas, 2005 (ISBN 84-00-08405-5), p. 493-570.

### Sur Olga et son mariage
- François Billaut, « Aimone de Savoie et Olga de Grèce », dans Mariages de légende, Point de vue, 2009 (ISBN 284343663X), p. 63-66.

### Sur Olga et sa famille
- (es) Ricardo Mateos Sáinz de Medrano, La Familia de la Reina Sofía : La Dinastía griega, la Casa de Hannover y los reales primos de Europa, Madrid, La Esfera de los Libros, 2004, 573 p. (ISBN 84-9734-195-3).

## Couvertures de magazine
- « Chez Michel et Marina de Grèce : à Athènes le prince et la princesse en famille », Point de vue, no 1272,‎ 8 décembre 1972.
- « Olga et Alexandra : les princesses de Grèce posent pour la première fois », Point de vue, no 2225,‎ 21 mars 1991.
- « Olga de Grèce et Aimone de Savoie : les feux de l'amour », Point de vue, no 2945,‎ 29 décembre 2004.
- « Olga de Grèce & Aimone de Savoie : mariage royal à Patmos », Point de vue, no 3142,‎ 8 octobre 2008.